# Maturita z českého jazyka
Maturitní zkouška z českého jazyka je součástí české maturity. Nyní se jedná o jedinou zkoušku, kterou ve státní (společné) části musí podstoupit každý maturant. Její podobu a nutnost v profilové části určuje ředitel školy.

## Státní maturita
Státní maturita byla spuštěna roku 2011. Původně měla dvě obtížnosti, nyní pouze jednu. Tvoří ji tři části - písemná práce, didaktický test a ústní zkouška, které jsou rozděleny na státní a profilovou část. Státní část tvoří didaktický test a profilovou část písemná práce a ústní zkouška, které jsou hodnoceny v poměru 40:60. Pokud student neuspěje u zkoušky, opakuje pouze dílčí část, ve které neuspěl. Při didaktickém testu průběh kontroluje komisař, ústní zkouška se koná před zkušební maturitní komisí. Veškeré informace zveřejňuje Ministerstvo školství v Katalogu požadavků pro zkoušku z českého jazyka a literatury, jenž byl naposledy zveřejněn 29. dubna 2014 a platí pro všechny zkoušky po 1. lednu 2016.

### Katalog požadavků
Katalog požadavků pro zkoušku z českého jazyka a literatury se skládá ze čtyř částí: 
- Část A – Očekávané vědomosti a dovednosti
- Část B – Základní specifikace maturitní zkoušky z českého jazyka a literatury
- Část C – Seznam autorů literárních děl, literárních žánrů, směrů a hnutí
- Část D – Příklady testových úloh, zadání písemné práce a pracovních listů k maturitní zkoušce z českého jazyka a literatury

### Didaktický test
Didaktický test má za cíl prověřit jazykové a literární znalosti a dovednosti maturanta. Jeho forma se více či méně mění každý rok. Čím dál tím více se dává důraz na porozumění a hledání v textu. Žáci nesmí při testu využívat žádných pomůcek mimo psací potřeby.
Jsou zde jak otevřené, tak uzavřené úlohy. Zpravidla jsou však odpovědi jednoslovné, kroužkují se nebo jsou formou vypisování krátkých částí textu či seřazování odpovědí.
| Požadavky                             | Zastoupení v % |
| ------------------------------------- | -------------- |
| Pravidla českého pravopisu            | 10–20          |
| Slovo, věta, souvětí                  | 25–35          |
| Porozumění textu                      | 20–30          |
| Charakter textu a jeho výstavba       | 10–20          |
| Literární historie a literární teorie | 10–20          |

Konkrétní požadavky a příklady úloh jsou uvedeny v Katalogu požadavků. Didaktické testy jsou vyhodnocovány centrálně, a to elektronicky.

### Písemná / slohová práce
V písemné neboli slohové práci si maturanti vybírají jedno z nabízených zadání, a na to píší souvislý text. Zadání od roku 2021 již nestanovuje CERMAT, nýbrž ředitel školy (2020 a 2021 se slohová práce nekonala z důvodu Covid-19) a počet zadání je určen vyhláškou. Zadání jsou různorodá - pokrývají různé slohové útvary a jejich součástí může být výchozí text různého charakteru (kromě písemného textu i např. obrázek, mapa, tabulka, graf aj.). Na výběr zadání mají žáci 20 minut, na napsání práce 90 minut (k 2022 se již liší škola od školy). Číslo vybraného zadání i samotný text píší žáci do přiloženého archu, který je předřádkovaný a jsou na něm uvedeny konkrétní údaje (rozsah práce, který je min. 250 slov). Při psaní mají žáci povoleno používat pouze psací potřeby a Pravidla českého pravopisu bez vpisků, které zadavatelé předem zkontrolují.
Od roku 2022 jsou slohové práce hodnoceny učiteli na středních školách. Metodika hodnocení se v průběhu let ale několikrát měnila. 
Způsoby hodnocení jsou často předmětem diskuse. Příznivci centrálních hodnotitelů zastávají názor, že je to způsob, jak dosáhnout co největší objektivnosti. Odpůrci kontrují, že ani tak nedochází k objektivnosti, naopak je lepší, pokud texty hodnotí učitelé v kontextu studentovy osobnosti a dlouhodobé práce. Kritizována jsou i nejasná hodnocení bez udání vysvětlení či potlačování kreativity a literárního nadání u studentů.
U práce bývá vyžadován nadpis, bez kterého nemusí být práce hodnocena.

### Ústní zkouška
Datum konání ústní zkoušky stanovuje ředitel školy. Při zkoušce si student vylosuje jedno z literárních děl, které má na svém seznamu. K dílu dostane pracovní list. Po vlastní 15-20 minutové přípravě „na potítku“ rozebírá patnáct minut úryvky/texty z pracovního listu i vlastní dílo. Dílo se posléze odebírá z celkového maturitního seznamu - není povoleno, aby dva studenti v jeden den před stejnou komisí hovořili o stejném díle.
Zkouška je posuzována dvěma certifikovanými hodnotiteli (zkoušející a přísedící - zkoušejícím je obvykle učitel českého jazyka daného žáka), které určuje ředitel školy. V rámci zkušební maturitní komise jsou dále přítomni předseda, místopředseda a třídní učitel nebo vedoucí oddělení konzervatoře. Ústní zkouška je veřejná, kdokoliv se jí tak může zúčastnit jako divák.

#### Seznam literárních děl
Nejpozději do 30. září daného školního roku stanoví ředitel školy školní seznam literárních děl. Musí vybrat minimálně 60 děl ze seznamu v Katalogu požadavků, který stanovuje Ministerstvo školství, mládeže a tělovýchovy. Následně ho musí zpřístupnit žákům, kterých se maturita týká. Tento seznam je platný jak pro jarní, tak pro podzimní termíny maturitní zkoušky. Vyhláškou je též určeno, že seznam musí být stejný pro všechny třídy dané školy.
Poté si maturující student vybírá přesně 20–25 děl ze školou stanoveného seznamu. Vždy musí jít o celá díla, nikoliv pouze jejich část, a každý autor smí být ve výsledném seznamu zastoupen maximálně dvakrát. Ve studentově výběru (tzv. „povinná četba“) musí být próza, poezie a drama každé zastoupeno min. 2 díly, navíc musí být splněna i následující kritéria:
| Světová a česká literatura do konce 18. století | 2 literární díla  |
| Světová a česká literatura 19. století          | 3 literární díla  |
| Světová literatura 20. a 21. století            | 4 literární díla  |
| Česká literatura 20. a 21. století              | 5 literárních děl |
| Libovolný výběr dle kánonu                      | 6 literárních děl |

#### Pracovní listy
Pracovní listy připravuje škola. Obsahují výňatek z uměleckého textu (tj. z vylosovaného literárního díla) a výňatek z neuměleckého textu, který se může a nemusí vztahovat k danému dílu. Dále jsou na pracovním listu uvedeny informace k struktuře zkoušky.

#### Struktura ústní zkoušky
Při samotné zkoušce musí student nejprve analyzovat umělecký text, poté literární dílo zasadit do literárněhistorického kontextu a nakonec analyzovat neumělecký text:

##### 1. Charakteristika uměleckého textu
1. téma, kompozice, literární druh a žánr
2. vypravěč / lyrický subjekt, postavy,
3. jazykové prostředky
4. literárněhistorický kontext

Časová dotace: 7 minut

##### 2. Literárněhistorický kontext literárního díla
Časová dotace: 3 minuty

##### 3. Analýza neuměleckého textu
1. porozumění textu, charakteristika komunikační situace;
2. funkčněstylové charakteristiky textu, jazykové prostředky.

Časová dotace: 5 minut
Žáci musí „hovořit v souladu s jazykovými normami a se zásadami jazykové kultury“ (tj. mluvit spisovně). Jinak mohou ztratit až 4 body z celkových 28 bodů. Maximální počet dosažitelných bodů je 28 a minimum pro úspěšné složení zkoušky je 13 bodů z 28.

### Státní maturita 2018
Nejpozději 30. 9. 2017 musely školy zveřejnit seznam minimálně 60 literárních děl, ze kterého si studenti vybírají 20 maturitních děl a svůj seznam předají nejpozději 3. 4. 2018 řediteli školy. Písemná práce se konala 11. 4. 2018 od 12:00. Didaktický test 3. 5. 2018 od 8:00. Výsledky didaktického testu byly uvolněny 15. 5. 2018, výpisy výsledků předali maturantům ředitelé škol formou dle vlastního rozhodnutí. Výsledky písemné práce mají ředitelé škol k dispozici od začátku konání ústních zkoušek daného žáka (tedy v den, kdy ústně maturuje konkrétní student) a musí jim je bezodkladně oznámit. Ústní zkoušky ze společné (státní) části se konaly v období od 16. 5. do 8. 6. 2018, konkrétní datum určili ředitelé škol.
Podzimní zkušební období bylo určeno na dny od 3. 9. 2018 od 12:00 do 7. 9. 2018.

## Profilová maturita
O profilové (školní) maturitní zkoušce rozhoduje ředitel školy. Informace o konkrétních požadavcích, podmínkách a průběhu je třeba hledat přímo na stránkách dané školy.